# Île Sitkinak
L'île Sitkinak fait partie de l'archipel Kodiak en Alaska aux États-Unis.

## Situation
L'île Sitkinak se situe dans la partie occidentale du golfe d'Alaska, au sud de la pointe méridionale de l'île Kodiak et à l'est de l'île Tugidak dans le groupe nommé îles de la Trinité.

## Population
Elle ne compte aucune population résidente.

## Étymologie
Son nom, dont la signification est inconnue, provient du mot Shitka ou Sitka,  en langue eskimo et fut publié, en 1826, par le lieutenant Gavriil Sarytchev de la Marine impériale de Russie.